# Schrakau
Schrakau (bis 24. Februar 2002 Schrackau), niedersorbisch Žrakow, ist ein Gemeindeteil von Craupe, einem Ortsteil der südbrandenburgischen Stadt Calau im Westen des Landkreises Oberspreewald-Lausitz. Schrakau gehört zum Kirchspiel Groß Mehßow.

## Lage
Schrakau liegt in der Niederlausitz im Naturpark Niederlausitzer Landrücken.  Nördlich des Ortes grenzt der Calauer Ortsteil Groß Mehßow mit seinem Gemeindeteil Klein Mehßow. Weiter im Norden folgt der Ort Tugam, der bereits im Landkreis Dahme-Spreewald liegt. Im Westen grenzt Schrakau an Babben (Landkreis Elbe-Elster). Im Osten befinden sich die Orte Radensdorf und Craupe. Im Südosten liegt Gollmitz.
Durch den nördlichen Teil des Ortes fließt der Bach Schrake. Die Schrake entspringt in Babben, wo sich mehrere Quellen befinden, schlängelt sich durch den Ursulagrund, einem reizvollen Waldgebiet zwischen Babben und Schrakau, und erreicht schließlich Schrakau selbst. Im Tal der Schrake (95 m NN) befinden sich heute 6 Siedlungen, darunter auch die einstige Wassermühle. Der größte Teil des Ortes liegt jedoch auf einer südlichen Anhöhe (100 m NN). Die Felder sind bergig, sandig und wenig fruchtbar.

## Geschichte

### Ortsgeschichte

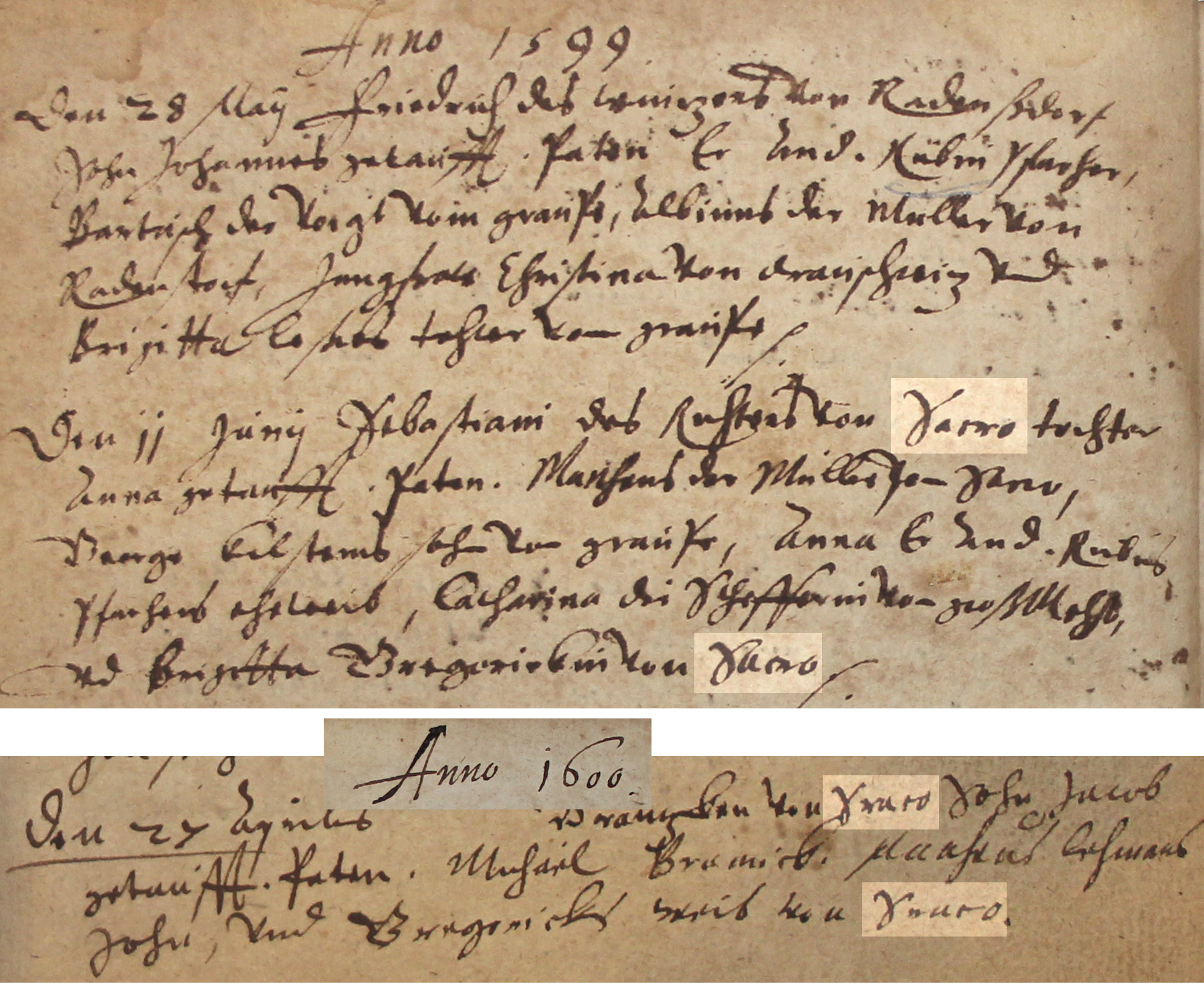
Im Kirchenbuch Groß-Mehßow wird Schrackau am 11. Juni 1599 von Pastor Andreas Ruben als Sacro (wie gehört, so geschrieben) verzeichnet (oberer Bildteil). Am 27. April 1600 schreibt er es dann richtig als Sraco (unten).

Schrakau wurde am 14. Dezember 1570 erstmals als Schragko erwähnt. Ein Eintrag in das Lehnsregister erfolgte am 26. August 1576 als Schrackau (Lehnbuch III, Blatt 138). Schrakau gehörte seit mindestens 1570 bis Mitte des 19. Jahrhunderts zur Herrschaft Drehna.
Der Ortsname kann mit dem niedersorbischen Wort Sroka, was Elster bedeutet, in Verbindung gebracht werden und lautete altsorbisch Srokov. Im 17. Jahrhundert wurde der Ort als Sraco, Schrako und 1761 als Sracke bezeichnet. Niedersorbischen Namensformen Srakow und Zrakow wurden 1761 und 1843 genannt. Die Schreibweise variierte häufig, weil es in früheren Jahrhunderten keine festgelegte Schreibweise gab. Man schrieb oftmals auf, wie man es hörte. Arnošt Muka vermutet in Bausteine zur Heimatkunde des Luckauer Kreises, dass die neuere niedersorbische Namensform auf deutscher Lautung beruht und Srokow heißen müsste.

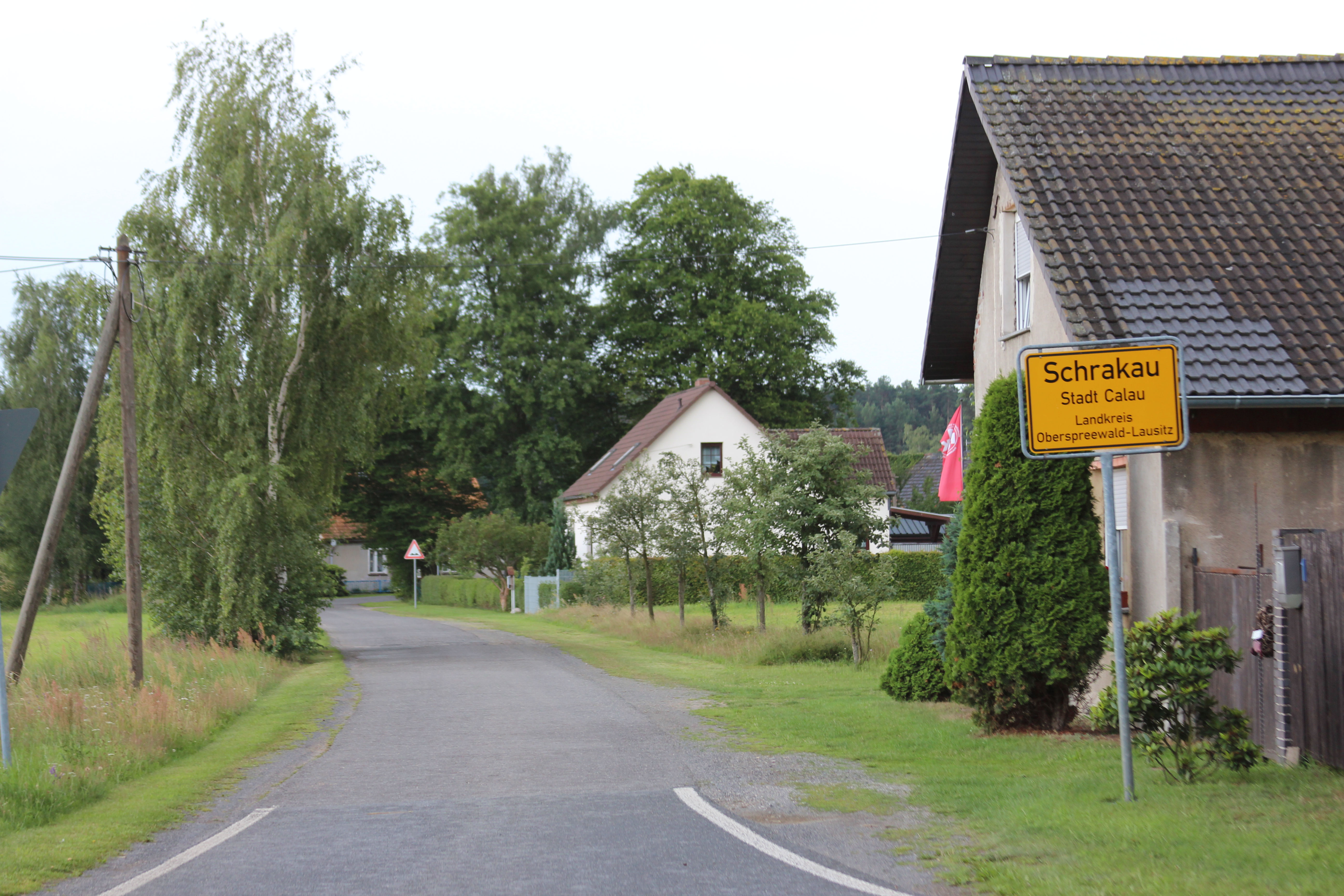
Schrakau 2017.

Aufgrund der wenig fruchtbaren Felder lebten die Einwohner Schrakaus in ärmlichen Verhältnissen. Der Legende nach waren sie als starke Branntweintrinker bekannt.
Schrakau ist seit Alters her ein reines Bauerndorf, das der Gutsherrschaft in Drehna untertänig war. 1708 werden 7 Bauern- und 2 Gärtnergrundstücke verzeichnet – insgesamt 17 Einwohner im Alter zwischen 12 und 60 Jahren. Die Agrarreform im 19. Jahrhundert nennt 4 Ganzbauern, 6 Dreiviertelbauern und den Mühlenbesitzer. 1818 leben 64 Einwohner in 11 Häusern. Die höchste Einwohnerzahl erreicht Schrakau 1871 mit 110. Die Schatzung (Steuereinnahmen) beliefen sich im Jahr 1718 auf 520 Gulden. Seit 1838 besitzt Schrakau ein Dorfsiegel.
Die Gerichtszugehörigkeit war bis 1849 zum Herrschaftsgericht Drehna, von 1850 bis 1878 Kreisgerichtskommission Finsterwalde, von 1879 bis 1951 Amtsgericht Luckau, dann Landgericht Cottbus.

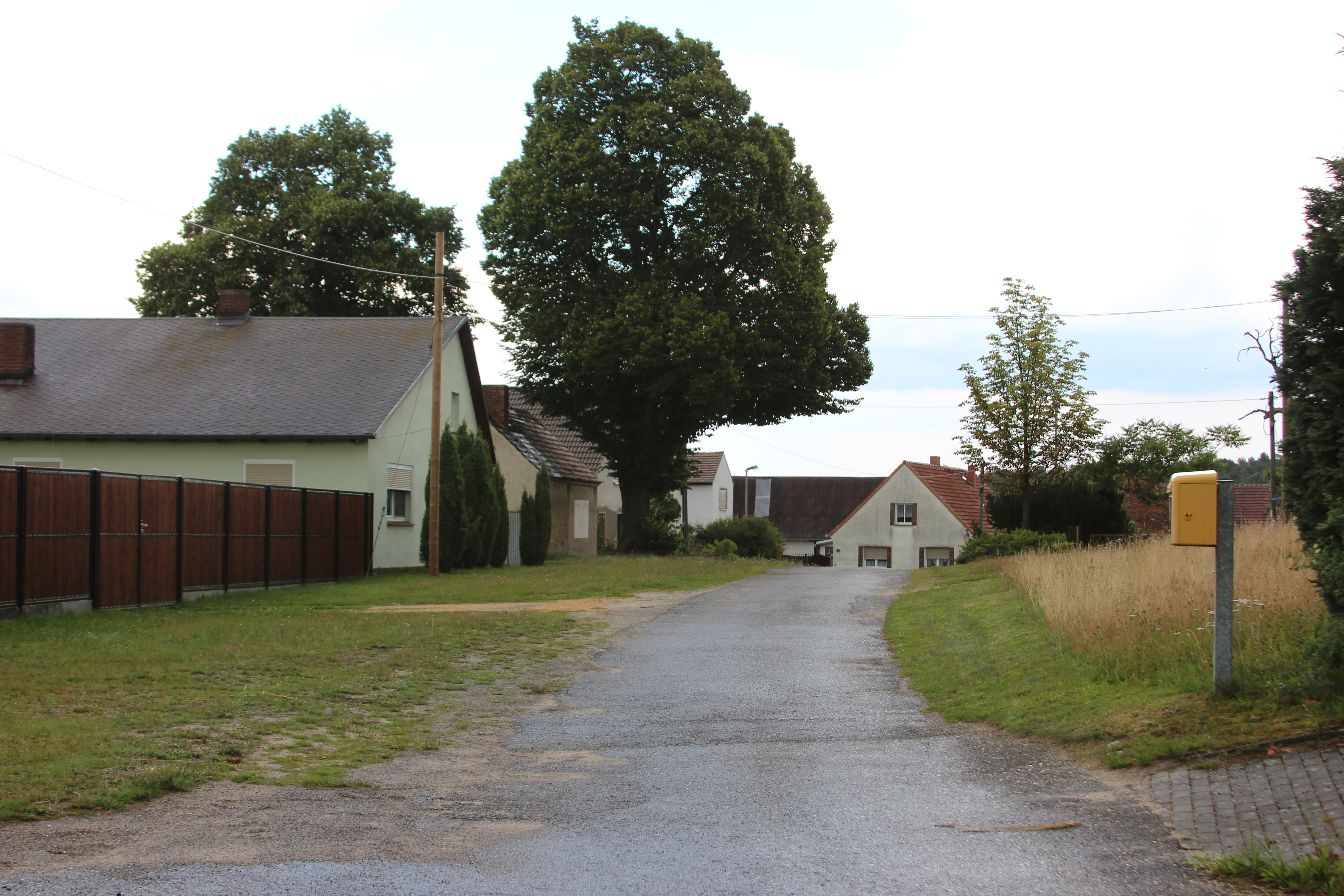
Schrakau Ortskern 2017.

Im Ergebnis des Wiener Kongresses 1815 kam Schrakau mit der gesamten Niederlausitz an das Königreich Preußen und gehörte zum Landkreis Luckau. Schrakau wurde gemeinsam mit Radensdorf am 1. Juli 1950 nach Craupe eingemeindet. Seit 1952 gehörte Schrakau zum neugegründeten Kreis Calau. In den 1970er Jahren wurde aufgrund der Planungen für den Aufschluss des Tagebaus Schabendorf-Süd in Schrakau ein Wasserwerk erbaut. Der Ort gehört zum Kirchenkreis Niederlausitz. Am 31. Dezember 2001 wurde Craupe mit seinen Gemeindeteilen und den Orten Buckow, Gollmitz, Groß Jehser und Zinnitz in die Stadt Calau eingegliedert.

### Schrakauer Mühle

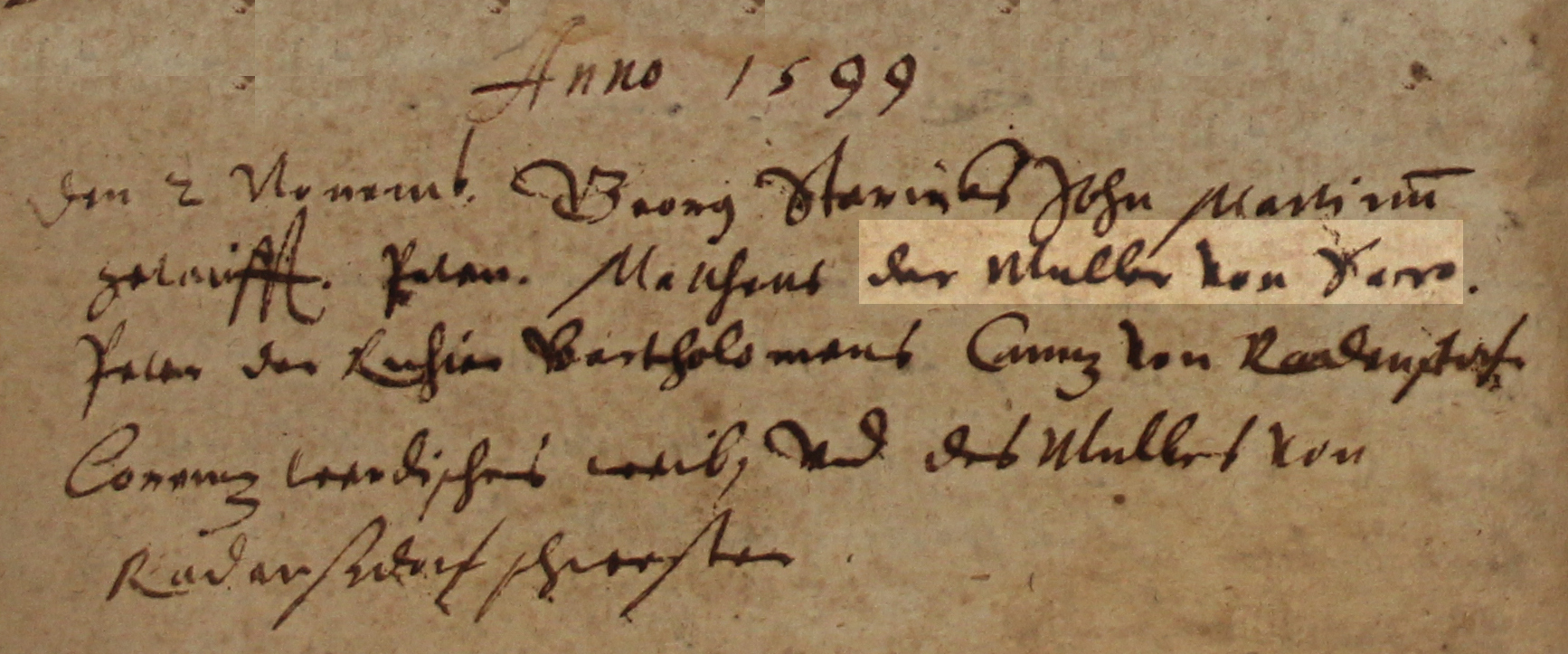
Der erste schriftlicheNachweis der Schrakauer Mühle befindet sich im Kirchenbuch von Groß Mehßow: ...der Müller von Sacro...

In Schrakau waren die Geländebedingungen und der Wasserfluss der Schrake schon recht günstig, und durch zusätzliche Anlegung eines kleinen Teiches, konnte bereits eine Mühle betrieben werden. Es ist die erste von mehreren Mühlen im Fließgebiet der Schrake. Da Schrakau mit Babben zur Standesherrschaft Fürstlich Drehna gehörte (Schrakau nur kirchlich zu Groß Mehßow), versorgte die kleine Mühle außer Schrakau auch Babben mit, obwohl Babben eine Windmühle besaß.

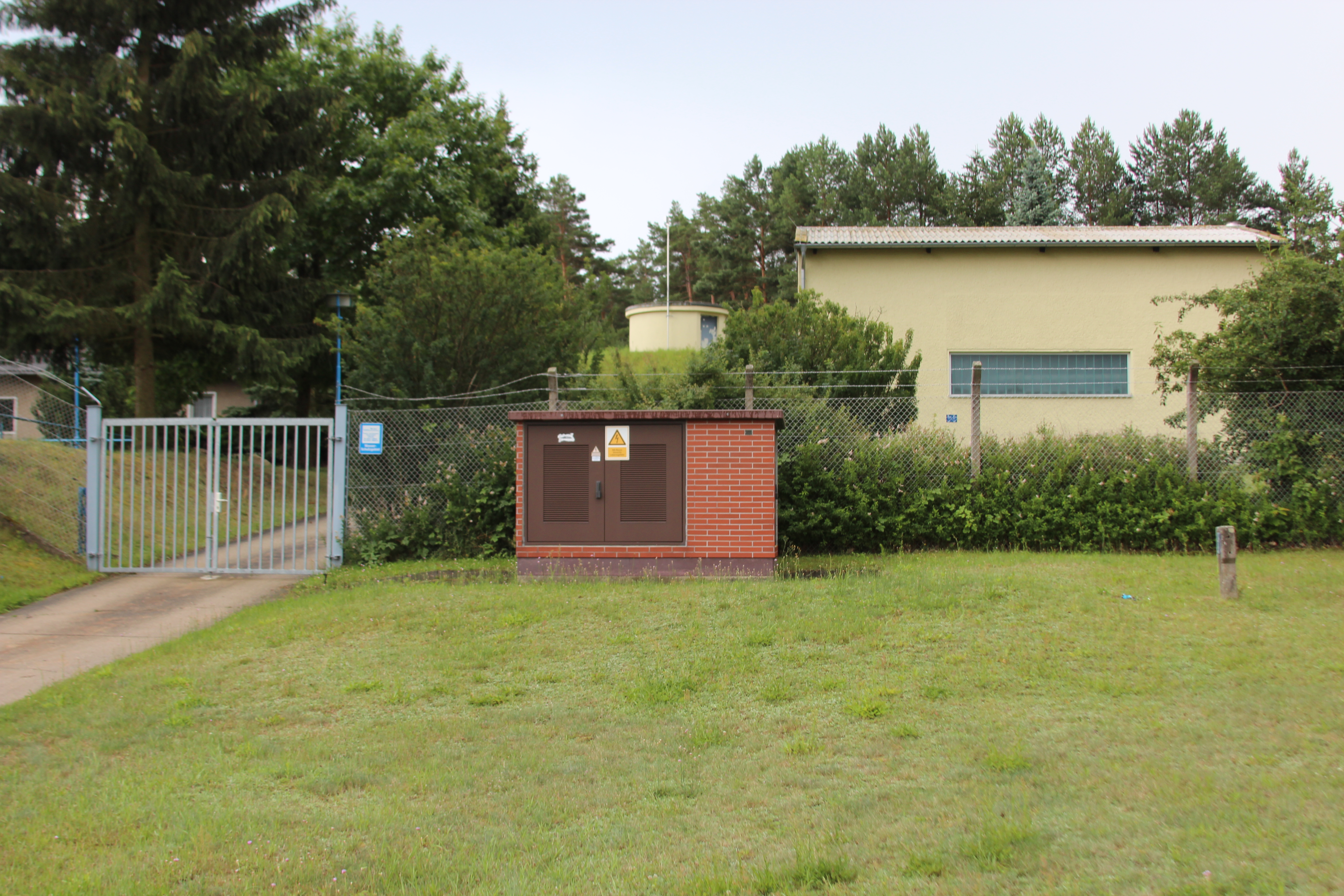
Wasserwerk Schrakau 2017.

Der Mühle stand ein Stau von mehr als zwei Meter zur Verfügung. Das letzte oberschlächtige Wasserrad hatte einen Durchmesser von 4,20 m und wurde 1939 durch ein Hochwasser zerstört. Daraufhin wurde ein Elektromotor gekauft und als Antrieb eingesetzt. Zuletzt besaß die Mühle zwei Steingänge und einen Walzenstuhl. Sie war mit recht bescheidener Technik ausgerüstet. In ihr ist nach heutigem Wissen immer nur Mehl und Schrot hergestellt worden, eine Ölmühle und Sägewerk fehlten.
Der älteste kartographische Nachweis der Schrakauer Mühle findet sich in der Landkarte des Peter Schenk von 1757, wobei sie aber viel älter ist, wie ein Kirchenbucheintrag aus dem Jahr 1599 zeigt (Bild): Am 2. November 1599 wurde Martin Starick (Radensdorf) getauft. Als Pate wird auch Mattheus, der Müller von Sacro (Sraco) erwähnt. 1863 ist die Mühle nach einem Großbrand völlig neu erbaut worden. Letzter Besitzer war Max Kasprick, der 1951 den Betrieb aufgab.

### Einwohnerentwicklung
| Einwohnerentwicklung in Schrakau von 1875 bis 2010 | Einwohnerentwicklung in Schrakau von 1875 bis 2010 | Einwohnerentwicklung in Schrakau von 1875 bis 2010 | Einwohnerentwicklung in Schrakau von 1875 bis 2010 |
| Jahr                                               | Einwohner                                          | Jahr                                               | Einwohner                                          |
| -------------------------------------------------- | -------------------------------------------------- | -------------------------------------------------- | -------------------------------------------------- |
| 1875                                               | 99                                                 | 1890                                               | 86                                                 |
| 1910                                               | 87                                                 | 1925                                               | 76                                                 |
| 1933                                               | 76                                                 | 1939                                               | 71                                                 |
| 1946                                               | 103                                                | 2010                                               | 39                                                 |
| 2025                                               | 34                                                 |                                                    |                                                    |

## Kultur und Sehenswürdigkeiten
Der Radwanderweg Niederlausitzer Bergbautour führt durch den Ort.

## Wirtschaft und Infrastruktur
Östlich von Schrakau verläuft die Bundesautobahn 13.